# 엔리케 베라
엔리케 다니엘 베라 토레스(스페인어: Enrique Daniel Vera Torres, 1979년 3월 10일, 아순시온 ~)는 파라과이의 전 축구 선수로, 포지션은 수비형 미드필더이다.
베라는 1999년 파라과이의 레시스텐시아 (Resistencia) 팀을 시작으로 솔 데 아메리카 (Sol de America), 템베타리 (Tembetary), 아우카스 (Aucas), 스포르티보 이테뇨 (Sportivo Iteño), 우니베르시다드 카톨리카, 올메도 (Olmedo), LDU 키토 (2006년 ~ 2008년까지 소속), 클루브 아메리카, LDU 키토 (임대, 2009년 ~ 2010년), 클럽 아틀라스를 거쳐 현재의 소속팀 LDU 키토에 정착하였다.
한편 파라과이, 에콰도르 양국의 국적을 보유하고 있던 베라는, 2007년 당시 파라과이 축구 국가대표팀의 감독 헤라르도 마르티노의 권유로 파라과이 축구 국가대표팀을 선택하였다. 2008년 11월, 오만 축구 국가대표팀과의 경기에서 데뷔골을 터뜨렸으며, 2007년 코파 아메리카, 2010년 FIFA 월드컵, 2011년 코파 아메리카 대표로 활약하였다. 2010년 FIFA 월드컵에서는 슬로바키아와의 조별리그 2차전에서 선제골을 넣으며 2대 0 승리를 이끈 것과 동시에 맨 오브 더 매치 (Man of the match)에 선정되었다.